# Chinophrys
Chinophrys là một chi nhện trong họ Salticidae.